# Cerotainia debilis
Cerotainia debilis är en tvåvingeart som beskrevs av Hermann 1912. Cerotainia debilis ingår i släktet Cerotainia och familjen rovflugor. Inga underarter finns listade i Catalogue of Life.